# Vera Moser
Vera Moser (* 1962 in Düsseldorf) ist eine deutsche Erziehungswissenschaftlerin und Hochschullehrerin an der Goethe-Universität Frankfurt.

## Leben
Zwischen 1983 und 1989 studierte Vera Moser Heil- und Sonderpädagogik an der Goethe-Universität Frankfurt und an der Uni Marburg.
1994 wurde sie am Fachbereich Erziehungswissenschaften der Goethe-Universität Frankfurt promoviert. Bei ihrer Dissertation handelt es sich um eine ideengeschichtliche Rekonstruktion der sonderpädagogischen Disziplin im 18. Jahrhundert. Nach der Promotion war sie 1 ½ Jahre als Referendarin an einer Schule für Praktisch Bildbare in Marburg tätig.
Von 1995 bis 2002 war sie wissenschaftliche Mitarbeiterin bzw. ab 2002 wissenschaftliche Assistentin am Institut für Sonderpädagogik der Goethe-Universität Frankfurt. 2002 wurde sie mit der Arbeit „Konstruktion und Kritik“ am Fachbereich Erziehungswissenschaften der Goethe-Universität Frankfurt habilitiert. Nach Lehraufträgen und Gastdozenturen an der Universität Wien und an der Universität Gießen erhielt sie 2002 einen Ruf als Professorin für Allgemeine Heil- und Sonderpädagogik (C3) an der Justus-Liebig-Universität Gießen. Im Oktober 2010 wechselte sie als Professorin für Pädagogik bei Beeinträchtigungen des Lernens und Allgemeine Rehabilitationspädagogik an die Humboldt-Universität zu Berlin (W3). Im April 2020 nahm sie eine Professur für Erziehungswissenschaften mit dem Schwerpunkt Inklusionsforschung an der Goethe-Universität Frankfurt an.
Sie gründete 2015 das Graduiertenkolleg an der Humboldt-Universität zu Berlin „Inklusion-Bildung-Schule“ (gefördert von der Hans-Böckler-Stiftung).
Vera Moser ist zudem Gründungsdirektorin des Zentrums für Inklusionsforschung Berlin (ZfIB) und war von 2018 bis April 2020 Sprecherin des Zentrums. Das Zentrum setzt sich dafür ein, interdisziplinäre Forschung zu Themen rund um Inklusion zu bündeln und Kooperationen zu starten.

## Arbeits- und Forschungsschwerpunkte
Die Schwerpunkte in der Lehr- und Forschungstätigkeit Vera Mosers sind unter anderem: Historische Entwicklung und disziplinäre Verortung der Rehabilitationspädagogik; Professionsforschung in inklusiven Settings sowie inklusionsorientierte Schulentwicklung.
Im Rahmen von verschiedenen Projekten, die unter anderem von der Deutschen Forschungsgemeinschaft, der Hans-Böckler-Stiftung, der Max-Traeger-Stiftung und dem BMBF gefördert wurden, hat sie sich unter anderem damit auseinandergesetzt, welche Kompetenzen pädagogische Fachkräfte, insbesondere Sonderpädagogen, in inklusiven Settings benötigen. In diesem Zusammenhang hat sie auch Fragen der inklusiven Schulentwicklung bearbeitet. In diesem Zusammenhang hat sie auch Fragen der inklusiven Schulentwicklung sowie der (fach-)didaktischen Qualifizierung von inklusionspädagogisch tätigen Lehrkräften in dem Projekt „Fachdidaktische Qualifizierung angehender Lehrkräfte an der Humboldt-Universität zu Berlin“ (FDQI-HU) bearbeitet.
Zu ihren bildungshistorischen Forschungen gehören die sonderpädagogische Disziplinkonstruktion allgemein wie auch spezifische organisationale Entwicklungen, wie zum Beispiel die Entstehung der Hilfsschule (DFG-Projekt „Profession und normative Ordnungen in der Entstehung der urbanen Hilfsschule. Die Modernisierung des Sozialen“ (2017–2021)).
An verschiedenen Stellen war sie auch in der Politikberatung tätig, sowie beispielsweise 2016–2017 als Mitglied der Expertenkommission Lehrerbildung in Hamburg und seit 2014 des Beirates Länger Gemeinsam Leben und PRIMUS-Schulen, NRW und 2014–2020 Mitglied des Fachbeirats „Inklusion“ in der Senatsverwaltung für Bildung, Jugend und Wissenschaft des Landes Berlin. Zudem ist Vera Moser langjähriges Mitglied des Vorstands der Sektion Sonderpädagogik in der DGfE.

## Schriften (Auswahl)
- T. Dietze, D. Gloystein, V. Moser, A. Piezunka, L. Röbenack, L. Schäfer, G. Wachtel, M. Walm (Hrsg.): Inklusion – Partizipation – Menschenrechte. Transformationen in die Teilhabegesellschaft. Klinkhardt, Bad Heilbrunn 2020.
- Vera Moser, Marina Egger (Hrsg.): Inklusion und Schulentwicklung. Konzepte, Instrumente, Befunde. Kohlhammer Verlag, Stuttgart 2017.
- Vera Moser, Lea Schäfer, Hubertus Redlich: Kompetenzen und Beliefs von Förderschullehrkräften in inklusiven settings. In: B. Lütje-Klose, M.-Th. Langner, B. Serke, M. Urban (Hrsg.): Inklusion in Bildungsinstitutionen. Eine Herausforderung an die Heil- und Sonderpädagogik. Bad Heilbrunn 2011, S. 143–149.
- Vera Moser: Konstruktion und Kritik. Sonderpädagogik als Disziplin. Habilitationsschrift. Opladen 2003.
- Vera Moser: Disziplinäre Verortungen: Zur historischen Ausdifferenzierung von Sonder- und Sozialpädagogik. In: ZfPäd. Band 46, Nr. 2, 2000, S. 175–192.
- Vera Moser: Die Ordnung des Schicksals. Zur ideengeschichtlichen Tradition der Sonderpädagogik. Dissertation. Butzbach 1994.